# Burramys brutyi
Бураміс (Burramys brutyi) — вимерлий вид сумчастих з родини Бурамісові (Burramyidae).

## Поширення
Населяв низинні дощові ліси північної Австралії.

## Особливості
Burramys brutyi відрізняється від інших видів поєднанням багатьох деталей, в тому числі (за:):
- невеликий розмір тіла,
- відносно невеликі треті премоляри з меншою кількістю горбків і містків між ними,
- четверті моляри з двома коренями,
- дещо менш зменшені задні моляри,
- відносно невеликі піднебінні порожнини.